# قائمة متاحف تحتوي على آثار مصرية
فيما يلي قائمة بالمتاحف التي تحتوي مجموعات كبيرة من الآثار المصرية.

## متاحف بها أكثر من عشرة آلاف قطعة أثرية مصرية
1. المتحف المصري الكبير بالجيزة، به ما يربو على 100 ألف قطعة[1] (مزمع افتتاحه سنة 2020، ومقر معروضاته حاليًا في المتحف المصري بالقاهرة)
2. المتحف البريطاني، لندن، المملكة المتحدة: به أكثر من 100 ألف قطعة[2] (لا تشمل مجموعة وندورف التي أُهديت إلى المتحف سنة 2001، والتي تضم ستة ملايين قطعة أثرية ترجع إلى عصور ما قبل التاريخ في كل من مصر والسودان).[3][4]
3. المتحف المصري (بالألمانية: Ägyptisches Museum) في متحف برلين الجديد بألمانيا: حوالي 80 ألف قطعة أثرية.[5]
4. متحف بتري للآثار المصرية، المملكة المتحدة: به حوالي 80 ألف قطعة أثرية.[6]
5. متحف اللوفر، باريس، فرنسا: به حوالي 50 ألف قطعة أثرية.[7]
6. متحف الفنون الجميلة، بوسطن، الولايات المتحدة: به حوالي 45 ألف قطعة.[8]
7. متحف كيسلي لعلم الآثار، آن أربر، الولايات المتحدة: به أكثر من 45 ألف قطعة.[9]
8. متحف جامعة بنسلفانيا لعلم الآثار والأنثروبولوجيا، بنسلفانيا، الولايات المتحدة: به أكثر من 42 ألف قطعة.[10]
9. المتحف الأشمولي، أكسفورد، المملكة المتحدة: به حوالي 40 ألف قطعة.[11]
10. المتحف المصري (بالإيطالية: Museo Egizio)، تورينو، إيطاليا: به 32500 قطعة.[12]
11. المعهد الشرقي، شيكاغو، الولايات المتحدة: به حوالي 30 ألف قطعة.[13]
12. متحف المتروبوليتان للفنون، نيويورك، الولايات المتحدة: به حوالي 26 ألف قطعة.[14]
13. متحف أونتاريو الملكي، تورنتو، كندا: به حوالي 25 ألف قطعة.[15]
14. متحف هيرست للأنثروبولوجيا، بيركلي، كاليفورنيا: أكثر من 17 ألف قطعة.[16]
15. متحف فيتزوليم، كامبردج، المملكة المتحدة: أكثر من 16 ألف قطعة.[17]
16. متحف العالم، ليفربول، المملكة المتحدة: أكثر من 16 ألف قطعة.[18]
17. متحف مانشستر، مانشستر، المملكة المتحدة: حوالي 16 ألف قطعة.[19]
18. الجناح المصري بالمتحف الأثري الوطني، فلورنسا، إيطاليا: أكثر من 14 ألف قطعة.[20][21]
19. متحف تاريخ الفن (بالألمانية: Kunsthistorisches Museum) في فيينا، النمسا: أكثر من 12 ألف قطعة.[22]

## متاحف بها من خمسة آلاف إلى عشرة آلاف قطعة أثرية مصرية
1. المتحف الأثري الوطني، أثينا، اليونان: أكثر من 8000 قطعة.
2. متحف بوشكين للفنون الجميلة، موسكو، روسيا: أكثر من 8000 قطعة.[23]
3. متحف الدولة للفن المصري (بالألمانية: Staatliche Sammlung für Ägyptische Kunst)، ميونخ، ألمانيا: حوالي 8000 قطعة.
4. متحف رومر وبيليزيوس (بالألمانية: Roemer-und-Pelizaeus-Museum)، هيلدسهايم، ألمانيا: حوالي 8000 قطعة.[24]
5. المتحف المصري بجامعة لايبتزغ (بالألمانية: Ägyptisches Museum der Universität Leipzig)، لايبتزغ، ساكسونيا، ألمانيا: حوالي 8000 قطعة.[25]
6. متحف الإرميتاج، سان بطرسبرغ، روسيا: أكثر من 5500 قطعة.[26]
7. المتحف الوطني للآثار (بالهولندية: Rijksmuseum van Oudheden)، ليدن، هولندا: أكثر من 5000 قطعة.[27]
8. متحف بيبادي للتاريخ الطبيعي (بالإنجليزية: Peabody Museum of Natural History)‏، نيو هافن، الولايات المتحدة: أكثر من 5000 قطعة.[28]

## متاحف بها من ألف إلى خمسة آلاف قطعة أثرية مصرية
1. متحف الفنون الجميلة (بالمجرية: Szépművészeti Múzeum)، بودابست، المجر: أكثر من 4000 قطعة.[29]
2. متحف روزيكروشيان المصري (بالإنجليزية: Rosicrucian Egyptian Museum)‏، سان هوزيه، كاليفورنيا، الولايات المتحدة: أكثر من 4000 قطعة.
3. المتحف الميداني للتاريخ الطبيعي، شيكاغو: أكثر من 3500 قطعة.
4. المتحف المدني الأثري (بالإيطالية: Museo Civico Archeologico di Bologna)، بولونيا، إيطاليا: حوالي 3500 قطعة.
5. متحف بروكلين، بروكلين، الولايات المتحدة: أكثر من 3000 قطعة.
6. متحف كارنيغي للتاريخ الطبيعي، بيتسبرغ، بنسلفانيا، الولايات المتحدة: أكثر من 2500 قطعة.
7. متحف كارلسبرغ الجديد (بالدنمركية: Ny Carlsberg Glyptotek)، كوبنهاغن، الدنمرك: أكثر من 1900 قطعة.
8. المتحف الوطني للتاريخ الطبيعي، واشنطن العاصمة، الولايات المتحدة: أكثر من 1900 قطعة.
9. متحف مقاطعة لوس أنجلس للفن، لوس أنجلس، كاليفورنيا، الولايات المتحدة: أكثر من 1600 قطعة.
10. متحف الفنون الجميلة في ليون (بالفرنسية: Musée des Beaux-Arts de Lyon)‏، ليون، فرنسا: 1500 قطعة
11. متحف الفن بجامعة ممفيس، تينيسي، الولايات المتحدة: أكثر من 1400 قطعة.
12. متحف كليفلاند للفن، كليفلاند، الولايات المتحدة: أكثر من 1000 قطعة.
13. المعرض الحر للفن، واشنطن العاصمة، الولايات المتحدة: أكثر من 1000 قطعة.

## مجموعات أخرى تحتوي على قطع غير محددة العدد

### متاحف في مصر
- متحف الإسكندرية القومي، الإسكندرية، مصر
- متحف الأقصر، الأقصر، مصر
- متحف إيمحوتب، سقارة، مصر

### متاحف خارج مصر
- متحف إسرائيل، القدس
- متحف ألارد بيرسون، أمستردام، هولندا
- متحف الإنسان بسان دييغو، سان دييغو، كاليفورنيا، الولايات المتحدة
- متحف بلدان الكتاب المقدس، القدس.
- متحف توليدو للفن، توليدو، أوهايو، الولايات المتحدة.
- المتحف الساميّ، كامبردج، ماساتشوستس، الولايات المتحدة.
- متحف سان أنطونيو للفن، سان أنطونيو، تكساس، الولايات المتحدة.
- متحف السير جون سلون، لندن، المملكة المتحدة.
- متحف الشرق القديم، إسطنبول، تركيا.
- المتحف الغريغوري المصري (بالإيطالية: Museo Gregoriano Egiziano)، الفاتيكان
- متحف فليمنغ، برلنغتون، فيرمونت، الولايات المتحدة
- متحف مايكل كارلوس، أطلنطا، جورجيا، الولايات المتحدة
- المتحف المصري، ميلانو، إيطاليا
- متحف نابولي الوطني للآثار، نابولي، إيطاليا.
- متحف نلسون-أتكينز للفن، كانزاس سيتي، ميزوري، الولايات المتحدة